# Боцис, Василис
Василис Боцис (греч.  Βασίλης Μπότσης), известный под партизанским псевдонимом Аграфиотис (греч.  Αγραφιώτης),  Кардица 1916 — Влахерна 7 февраля 1949 года) — греческий коммунист, участник Греко-итальянской войны, командир соединений  Народно-освободительной армии Греции  (ЭЛАС) и  Демократической армии Греции .

## Молодость
Василис Боцис родился в 1916 году в горном селе Кастаниа  нома Кардица.
После службы в армии и в звании лейтенанта запаса стал инструктором в пехотном училище города Трикала.
Принял участие в победной для греческого оружия Греко-итальянской войне (1940—1941). После того как на помощь своим итальянским союзникам пришла Гитлеровская Германия и часть греческого генералитета подписала «почётную капитуляцию», Боцис вернулся в своё село, связался с партийной организацией Кардицы и приступил к созданию партизанского отряда из молодёжи села.

## Сопротивление
Тяжёлая пневмония задержала уход Боциса в горы на многие месяцы.
Но в начале 1943 года и получив псевдоним «Аграфиотис» он уже был командиром одного из отрядов в регионе и 12 марта 1943 года его отряд, вместе с другими отрядами региона, вступил в Кардицу, которая согласно Би-би-си стала первым городом Европы освобождённым силами Сопротивления.
Впоследствии возглавил батальон  Народно-освободительной армии Греции  (ЭЛАС) и во главе своего батальона принял участие в жестоких боях, обороняя партизанский аэродром и в так называемой  Битве за урожай.
После  британской военной интервенции декабря 1944 года, открыто выступил против заключённого в январе 1945 года «Варкизского соглашения», предусматривавшего разоружение сил ЭЛАС.
Однако, как Боцис заявил своим бойцам, он был солдатом партии и выполнит её указания.
В наступившем периоде т. н. «Белого террора», Боцис работал в подпольных организациях партии.
После совершённого на него покушения в Кардице, Боцис ушёл в горы, где скрывались такие же как он бывшие бойцы ЭЛАС и люди левых убеждений, преследуемые бандами монархистов. Он был объявлен в розыск полицией в качестве «разбойника».

## Гражданская война
В результате продолжавшегося террора, летом 1946 года в стране  разгорелась гражданская война.
Боцис принял участие в собрании руководителей скрывавших в горах групп региона и возглавил т.н «Штаб гор Аграфа»  Демократической армии:50 до лета 1947 года.
В дальнейшем, оставаясь членом «Штаба», принял командование 2-м батальоном «Штаба».
В марте 1947 года батальон попал в засаду у села Дамиани, но сумел прорваться:81.
В карательных операциях мая 1947 года, бойцы кавалерийской бригада  Фессалии прорвались в расположение батальона «Аграфиотиса», но при этом потеряли всех своих коней:132.
Но в июне батальон «Аграфиотиса» разгромил сотню конной жандармерии, захватив 15 коней, дав тем самым возможность кавалеристам с нуля вновь приступить к созданию кавалерийской бригады:135.
Тем временем в горы Аграфа прибыл кадровый офицер  Теодорос Каллинос, который вместе с ещё 11 бывшими офицерами ЭЛАС, в апреле 1947 года совершил впечатляющий побег морем в континентальную Грецию, с острова Наксос, где они находились в ссылке.
Каллинос принял командование «Штабом гор Аграфа»:144.
В дальнейшем «Штаб» был переименован в 138-ю бригаду Демократической армии:184.
Боцис стал начальником штаба бригады:184, хотя историк Т. Герозисис именует его комиссаром 138-й бригады:862.
29 июня 1948 года Боцис получил звание майора Демократической армии.
В декабре 1948 года 138-я бригада, вместе с другими соединениями, создала переполох для правительства монархистов, вступив с боем в город Кардица и удерживая город 40 часов:208.
В январе 1949 года «Группа соединений Генерального штаба южной Греции» (ΚΓΑΝΕ), куда вошла и 138-я бригада, совершила впечатляющую операцию и взяла с боем город Карпенисион в Средней Греции.
В условиях переброски королевских войск к Карпенисон, части Демократической армии, совершили опережающий боевой манёвр по занятию города Агринион.
В ходе этого наступательного манёвра, 7 февраля 1949 года, у села Милонеика, Боцис подорвался на мине, и скончался от полученных ран в селе Влахерна западной Средней Греции:223. Посмертно ему было присвоено звание полковника Демократической армии.
Впоследствии его бывшие соратники упоминали Боциса (Аграфиотиса) как «рождённого солдатом, немногословного, серьёзного, результативного, как образец народного военачальника». «Он знал как подготавливать, защищать от бесцельных опасностей, вести в бой своих бойцов, которые в свою очередь чувствовали себя уверенными под его командованием». Другой его боец писал: «много раз после его смерти, когда мы оказывались окружёнными, мы мысленно и вслух говорили, где же ты, Аграфиотис, выведи нас из этой западни живыми».